# Weinmannia vitiensis
Espèce
Statut de conservation UICN

 VU D1 : Vulnérable
Weinmannia vitiensis est une espèce de plantes de la famille des Cunoniaceae.

## Publication originale
- Flora Vitiensis 110. 1865.